# Hitori
Hitori (japanska: ひとりにしてくれ Hitori ni shite kure, som betyder "lämna mig ensam") är ett logikspel som spelas i ett rutnät där alla rutor från början innehåller siffror. Trots att reglerna är mycket enkla, kan spelet bli mycket svårt.
I likhet med spel som Loop the Loop har hitori den för logikspel viktiga egenskapen att den personliga lösningsförmågan utvecklas allt eftersom man lär sig förstå olika mönster i spelplanerna.

## Historia
Hitori skapades av japanska Nikoli och publicerades första gången år 1990.

## Spelplan och regler

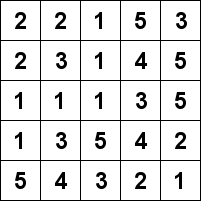

En enkel spelplan kan från början se ut så här. Den kan också vara betydligt större och innehålla till exempel siffrorna 1 – 9.
I det här exemplet upprepas siffrorna 1 – 5 så att minst en ruta med respektive tal måste tas bort. 1, 2 och 5 finns i intilliggande par och tripplar, medan 3 och 4 förekommer åtskilda men mer än en gång i var sin kolumn.

Rutor tas bort genom att man färgar dem. Ett enkelt sätt att markera försöksvisa lösningar är att rita en cirkel runt den siffra man prövar.
Rutorna skall färgas så att...
- Ingen rad eller kolumn innehåller samma siffra mer än en gång.
- Inga färgade rutor ligger intill varandra – däremot får de färgade rutorna mötas diagonalt i hörn.
- Det finns en sammanhängande väg av ofärgade rutor genom hela spelplanen.

Observera att de båda senare reglerna är gemensamma med heyawake.

## Taktik
Grundläggande när man skall lösa ett hitoriproblem är att ställa följande frågor:

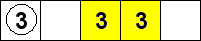

- Vilket blir nästa drag om den här rutan lämnas vit?
- Vad händer i intilliggande rutor om den här rutan färgas?

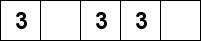

Exempel: En rad innehåller tre treor och dessa är delade i två grupper med någon annan siffra emellan. Eftersom ingen rad får innehålla samma siffra mer än en gång, kan bara en av treorna lämnas vit.

Vilket blir nästa drag om den ensamma trean till vänster lämnas vit? I så fall måste båda de återstående treorna färgas. Detta skulle bryta mot regeln om att färgade rutor inte får ligga intill varandra.

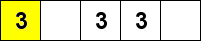

Därmed står det klart att den ensamma trean till vänster måste färgas. Sedan återstår frågan om vilken av de båda återstående treorna som också måste färgas, men där beror svaret på hur spelplanen för övrigt ser ut.

## Lösning
Börja med tripplarna

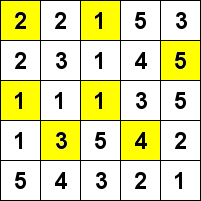

Om en och samma siffra förekommer i tripplar intill varandra, som 1 i mellersta raden och kolumnen, måste man färga de båda yttersta i dessa tripplar. Skulle man lämna en av de yttre siffrorna i en trippel ofärgad, blir man tvungen att färga de båda återstående i trippeln. Då kommer två färgade siffror att hamna intill varandra, vilket bryter mot reglerna.
Därmed står det klart hur rutorna med 1 skall färgas. Resten ger sig sedan självt, eftersom alla andra sätt att färga rutorna med 2, 3, 4 och 5 skulle leda till att någon av reglerna bryts.

Lösningen uppfyller nu alla reglerna. Observera att det skall vara möjligt att gå genom alla de ofärgade rutorna längs en sammanhängande ofärgad väg.